# Unterspreewald (település)
Unterspreewald település Németországban, azon belül Brandenburgban. Lakosainak száma 765 fő (2023. december 31.).

## Népesség
A település népességének változása:
| Lakosok száma | 829  | 796  | 789  | 780  | 765  |
|               | 2017 | 2019 | 2021 | 2022 | 2023 |